# 姫はセーラー服がお好き
姫はセーラー服がお好きは、日本テレビ系列の深夜ドラマ枠のshin-Dにおいて1997年10月1日から11月26日までテレビ放映された作品である。全9話。

## あらすじ
戦国時代からお世継ぎの雪姫（京野ことみ）が現代にタイムスリップし、彼女を助けた平凡な高校生・沢田久志（黒田勇樹）と恋に落ちる話である。

## 出演者
- 雪姫：京野ことみ
- 沢田久志：黒田勇樹
- 黒田福美[1]
- 日野陽仁[1]
- 望月奈々[1]
- 中垣彰人[1]
- 谷本一[1]

## 主題歌
- 宝生舞「Carnival」（ポリドール）

## スタッフ
- 脚本：尾崎将也（第5話を除く全話。なお第5話は「脚本協力」）、岩田君代（第5話）[1]
- 演出：荻野哲弘（第1・2・5・8・9話）、萩原孝昭（第3・6話）、田口仁（第4・7話）[1]
- チーフ・プロデューサー：小杉義信（NTV）[1]
- プロデューサー：香川純一（東映）、目黒正之（東映）、高野照子（東映）、金田和樹（NTV）、大平太（NTV）[1]
- 制作：東映、日本テレビ[1]